# Zinedine Zebar
Zinedine Zebar (en arabe : زين الدين زبار) est un reporter-photographe algérien né en 1957 à Sétif et mort le 12 novembre 2020 des suites du Covid-19. Il a étudié en France avant de travailler comme reporter et collaborateur pour des médias internationaux comme Le Monde, The Times et Le Figaro. De retour en Algérie en 2008, il a documenté le patrimoine algérien, notamment la Grande Mosquée d'Alger et les phares du pays.

## Biographie
Zinedine Zebar est né en 1957 à Sétif, en Algérie, durant la période coloniale. Passionné par la photographie dès son jeune âge, il a poursuivi ses études à l'École de photographie de Paris et à l'Université Paris VIII.
En 1988, Zebar devient reporter-photographe pour l'agence de presse parisienne. Il a couvert de nombreux événements internationaux en tant qu'envoyé spécial dans plusieurs pays. À partir de 2008, il entame une carrière en freelance, collaborant avec de prestigieux médias algériens et étrangers, parmi lesquels Le Monde, Le Figaro, Paris Match, Le Parisien, Al-Ahram, Der Spiegel et The Times.
La même année, il retourne en Algérie où il ouvre à Alger un espace de 4 m2, nommé « ZZ Art et Image ». Ce kiosque situé au boulevard Khemissti, spécialisé dans la photographie touristique, proposait une collection variée : des œuvres photographiques réalisées par Zebar lui-même, des livres d'art sur la photographie, de vieux magazines et des cartes postales. Il était connu pour offrir ses photographies, souvent plus qu'il n'en vendait.
Durant les dernières années de sa vie, Zebar s'est particulièrement intéressé à la réalisation de la Grande Mosquée d'Alger (Djamaâ El-Djazaïr) Il a documenté l'évolution du chantier depuis ses fondations, produisant des centaines de clichés. Ces photographies ont été transmises à l'historien Américain Jonathan M. Bloom (en) pour son ouvrage Architecture of the Islamic West: North Africa and the Iberian Peninsula, 700–1800.
Parallèlement, il préparait un projet intitulé Alger vue du ciel, en collaboration avec la wilaya d'Alger. Zebar avait également mené un projet photographique sur les phares d’Algérie, qu’il a tous immortalisés. Ce travail a donné lieu à l'ouvrage Les Phares d'Algérie, Vigies de la côte, publié en 2016 chez Casbah Éditions, en collaboration avec Mohamed Balhi.
Zinedine Zebar est mort le jeudi 12 novembre 2020, des suites du Covid-19. Le ministre de la Communication et porte-parole du gouvernement, Ammar Belhimer, a présenté ses condoléances à sa famille, saluant la mémoire d’un photographe dont l’œuvre a contribué à préserver le patrimoine algérien.